# صادق ۱
صادق ۱ نوعی از پهپادهای ایرانی ساخت وزارت دفاع ایران است که در شهریور سال ۱۳۹۳ با حضور حسن روحانی رونمایی شد.

## مشخصات
پهپاد یا هواپیمای بی‌سرنشین صادق ۱ از توان اجرای مأموریت‌های آزمایشی سامانه‌های راداری - الکترونیکی و ارزیابی‌های آموزشی با ارتفاع پروازی ۲۵ هزار پا برخوردار است. به همراه این سامانه از فتح ۲ نیز رونمایی به عمل آمد و این دو سامانهٔ جدید متعلق به قرارگاه پدافند هوایی خاتم‌الانبیا است.

## رونمایی
صادق ۱ به همراه فتح ۲ صبح دوشنبه ۳۱ شهریور ۱۳۹۳ (۲۲ سپتامبر ۲۰۱۴) با حضور حسن روحانی رئیس‌جمهور ایران به مناسبت سالگرد آغاز جنگ ایران و عراق رونمایی شد.